# Библиография Иосифа Сталина
В статье указаны издания работ И. В. Сталина.

## Собрания сочинений

### Советское издание

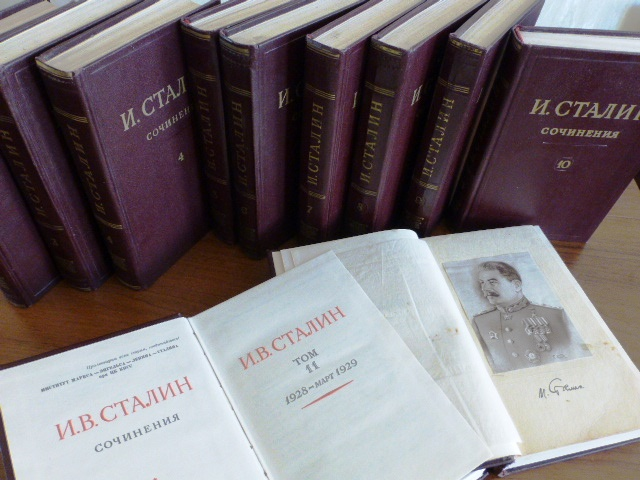
Собрание сочинений

- Сталин И. В. Сочинения. — М.: Политиздат:

- Т. 1. 1901—1907. — 1946. — 428 с.
- Т. 2. 1907—1913. — 1946. — 428 с.
- Т. 3. 1917. Март-октябрь. — 1946. — 428 с.
- Т. 4. Ноябрь 1917—1920. — 1947. — 488 с.
- Т. 5. 1921—1923. — 1947. — 488 с.
- Т. 6. 1924. — 1947. — 432 с.
- Т. 7. 1925. — 1947. — 424 с.
- Т. 8. 1926. Январь-ноябрь. — 1948. — 408 с.
- Т. 9. Декабрь 1926 — июль 1927. — 1948. — 384 с.
- Т. 10. 1927. Август-декабрь. — 1949. — 400 с.
- Т. 11. 1928 — март 1929. — 1949. — 382 с.
- Т. 12. Апрель 1929 — июнь 1930. — 1949. — 398 с.
- Т. 13. Июль 1930 — январь 1934. — 1951. — 424 с.

В печати было объявлено о планах выпуска томов 14 (произведения 1934—1940 годов), 15 («История Всесоюзной коммунистической партии (большевиков). Краткий курс») и 16 (произведения военного периода). Содержание последующих томов не анонсировалось.
Тома 1—13 продолжали переиздаваться до конца 1955 года. В 1956 году издание было прервано и в годы существования СССР не возобновлялось. Тома 14—16 опубликованы не были.

### Американское издание недостающих томов
В 1965 году Гуверовский институт войны, революции и мира (Стэнфордский университет) выпустил тома 14—16, однако их содержание несколько отличалось от запланированного советского издания:
- Сталин И. В. Сочинения. Т. 1 (14). 1934—1940. — Stanford, CA: The Hoover institute on war, revolution and peace (Stanford university), 1967. — 408 с.
- Сталин И. В. Сочинения. Т. 2 (15). 1941—1945. — Stanford, CA: The Hoover institute on war, revolution and peace (Stanford university), 1967. — 220 с.
- Сталин И. В. Сочинения. Т. 3 (16). 1946—1953. — Stanford, CA: The Hoover institute on war, revolution and peace (Stanford university), 1967. — 320 с.

«Краткий курс» не был включён в собрание, поскольку Сталин не был его автором, а лишь участвовал в написании как соредактор.

### Постсоветские издания недостающих томов

#### Первое издание
В 1997—2006 годах в России были изданы дополнительные к советскому изданию тома собрания сочинений Сталина, составителем и общим редактором выступил советский обществовед и философ Р. И. Косолапов.
- Сталин И. В. Сочинения. Т. 14. — М.: «Писатель», 1997. — 368 с. — ISBN 5-87271-034-8.
- Сталин И. В. Сочинения. Т. 15. — М.: «Писатель», 1997. — 248 с. — ISBN 5-87271-036-4.
- Сталин И. В. Сочинения. Т. 16. — М.: «Писатель», 1997. — ISBN 5-87271-032-1.
- Сталин И. В. Сочинения. Т. 17. 1895—1932. — Тверь: «Северная корона», 2004. — 677 с. — ISBN 5-98383-001-5.
- Сталин И. В. Сочинения. Т. 18. 1917—1953. — Тверь: «Союз», 2006. — 785 с.

#### Второе издание
В 2007—2011 годах в России были изданы дополнительные к советскому изданию тома собрания сочинений Сталина, составителем и общим редактором также выступил Р. И. Косолапов. По сравнению с американским изданием, тома включают ряд статей и писем Сталина, ставших известными лишь после открытия архивов в 1990-е годы, но при этом содержат и ряд недостоверных или сфальсифицированных источников, в частности, беседы Сталина с не существовавшими в реальности «генералами Джугой и Лавровым».
- Сталин И. В. Сочинения. 2-е изд. Т. 14. Март 1934 — июнь 1941. — Тверь: «Союз», 2007. — 801 с. — ISBN 978-5-903373-04-8.
- Сталин И. В. Сочинения. 2-е изд. Т. 15, ч. 1. Июнь 1941 — февраль 1943. — Тверь: «Союз», 2008. — 865 с. (переизд., ISBN 978-5-88010-260-0).
- Сталин И. В. Сочинения. 2-е изд. Т. 15, ч. 2. Февраль 1943 — ноябрь 1944. — М.: «ИТРК», 2009. — 880 с. — ISBN 978-5-88010-256-3.
- Сталин И. В. Сочинения. 2-е изд. Т. 15, ч. 3. Ноябрь 1944 — сентябрь 1945. — М.: «ИТРК», 2010. — 938 с. — ISBN 978-5-88010-261-7.
- Сталин И. В. Сочинения. 2-е изд. Т. 16, ч. 1. Сентябрь 1945 — декабрь 1948. — М.: «ИТРК», 2011. — 797 с. — ISBN 978-5-88010-279-2.
- Сталин И. В. Сочинения. 2-е изд. Т. 16, ч. 2. Январь 1949 — февраль 1953. — М.: «ИТРК», 2011. — 681 с. — ISBN 978-5-88010-285-3 (переизд., ISBN 978-5-9903407-1-8).

### Новое издание
С 2013 года начало выпускаться издание работ под общим названием «Сталин. Труды»:
- Сталин И. В. Труды. Общ. ред. Р. И. Косолапов и др. — М.: «Прометей-инфо»:

- Т. 1. 1894—1904. — 2013. — 600 с. — ISBN 978-5-906293-02-2.
- Т. 2. 1905 — май 1906. — 2013. — 551 с. — ISBN 978-5-906293-03-9.
- Т. 3. Май 1906 — март 1907. — 2013. — 599 с. — ISBN 978-5-906293-04-6.
- Т. 4. Март 1907 — май 1910. — 2014. — 592с. — ISBN 978-5-906293-05-3.
- Т. 5. Май 1910 — сентябрь 1913. — 2014. — 597 с. — ISBN 978-5-906293-06-0.
- Т. 6. Сентябрь 1913 — октябрь 1917. — 2015. — 705 с. — ISBN 978-5-906293-07-7.
- Т. 7. Октябрь 1917 — март 1918. — 2016. — 594 с. — ISBN 978-5-906293-01-5.
- Т. 8. Апрель-июнь 1918. — 2016. — 597 с. — ISBN 978-5-906293-09-1.
- Т. 9. Июль-август 1918. — 2017. — 502 с. — ISBN 978-5-906293-10-7.
- Т. 10. Февраль-август 1919. — 2017. — 643 с. — ISBN 978-5-906293-01-5.
- Т. 11. Февраль-июль 1919. — 2017. — 628 с. — ISBN 978-5-906293-12-1.
- Т. 12. Август-октябрь 1919. — 2018. — 647 с. — ISBN 978-5-906293-13-8.
- Т. 13. ноябрь 1919 — февраль 1920. — 2018. — 613 с. — ISBN 978-5-906293-14-5.
- Т. 14. Март-июнь 1920. — 2019. — 607 с. — ISBN 978-5-906293-15-2.
- Т. 15. Июнь-август 1920. — 2019. — 639 с. — ISBN 978-5-906293-15-2.
- Т. 16. Сентябрь 1920 — март 1921. — 2013. — 606 с. — ISBN 978-5-906293-17-6.
- Т. 17. Апрель-ноябрь 1921. — 2020. — 644 с. — ISBN 978-5-906293-18-3.
- Т. 18. Декабрь 1921 — июль 1922. — 2021. — 724 с. — ISBN 978-5-906293-19-0.
- Т. 19. Июль 1922 — февраль 1923. — 2021. — 723 с. — ISBN 978-5-906293-20-6.
- Т. 20. Март-июнь 1923. — 2021. — 577 с. — ISBN 978-5-906293-21-3.
- Т. 21. Июнь-октябрь 1923. — 2022. — 647 с. — ISBN 978-5-906293-22-0.
- Т. 22. Октябрь-декабрь 1923. — 2022. — 735 с. — ISBN 978-5-906293-23-7.
- Т. 23. Январь-апрель 1924. — 2023. — 755 с. — ISBN 978-5-906293-24-4.
- Т. 24. Май-октябрь 1924. — 2024. — 771 с. — ISBN 978-5-906293-25-1.

Издание повергается критике:

Что же касается хлебниковцев-косолаповцев, то их совсем не случайно критиковали за дополнительные тома к ПСС Сталина (с 14 по 18). Приводимой в этих томах информации доверять нельзя ни на грош. Граждане «ученые-марксисты», их составители, крайне неразборчивы — толкают туда любую информацию, в том числе и откровенно сфальсифицированную буржуазией, не удосужившись проверить ее подлинность.
По информации составителей части 1 тома 16 разговор с поляками был взят из книги «Восточная Европа в документах российских архивов. 1944—1953 гг. т. 1. 1944—1948 гг.», а запись двух встреч со Сталиным болгар — из дневника Г. Димитрова «Георги Димитров. Дневник, март 1933 — февруари 1949. Избрано».
Как мы выяснили, первый источник — издание 1997 г., а второй — 2003 г. Оба — явный фальсификат — это со всей очевидностью доказывает текст приводимой нами ниже статьи.

## Отдельные издания

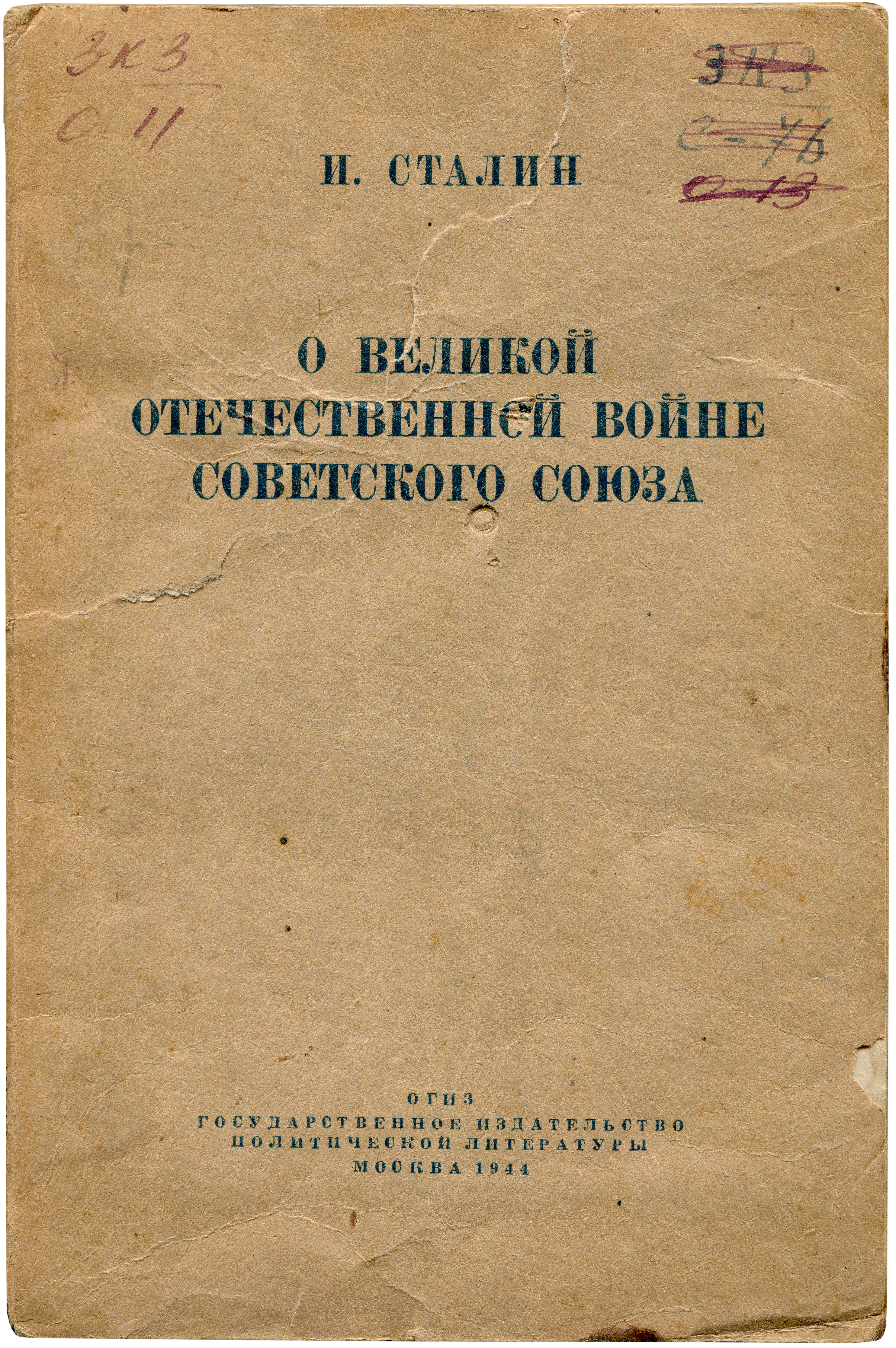
И. Сталин. О Великой Отечественной войне Советского Союза. — ОГИЗ, 1944.

- Сталин И. В. Об индустриализации страны и о правом уклоне в ВКП(б). — М.: Партиздат, 1935.
- Сталин И. В. Марксизм и национально-колониальный вопрос. — М.: Партиздат, 1936.
- Сталин И. В. О Ленине. — М.: Партиздат ЦК ВКП(б), 1937.
- Сталин И. В. О недостатках партийной работы и мера ликвидации троцкистских и иных двурушников. — М.: Партиздат, 1937.
- Сталин И. В. О Великой Отечественной войне Советского Союза. — М.: Политиздат, ОГИЗ, 1947.
- Сталин И. В. Анархизм или социализм? — М.: Политиздат, 1950.
- Сталин И. В. Национальный вопрос и Ленинизм — М.: Политиздат, 1950.
- Сталин И. В. О диалектическом и историческом материализме. — М.: Политиздат, 1950.
- Сталин И. В. Доклад о проекте Конституции союза ССР. Конституция (основной закон) СССР. — М.: Политиздат, 1951.
- Сталин И. В. Экономические проблемы социализма в СССР. — М.: Политиздат, 1952.
- Сталин И. В. Марксизм и вопросы языкознания. — М.: Политиздат, 1952.
- Сталин И. В. Вопросы ленинизма. Изд. 11-е. — М.: ОГИЗ, Политиздат, 1953.
- Сталин И. В. Марксизм и национальный вопрос. — М.: Политиздат, 1953.
- Сталин И. В. Октябрьская революция и тактика русских коммунистов. Международный характер октябрьской революции. — М.: Политиздат, 1954.
- Переписка Председателя Совета Министров СССР с Президентами США и Премьер-Министрами Великобритании во время Великой Отечественной войны 1941—1945 гг. Тт. 1—2, 1957.
- Приказы Верховного Главнокомандующего в период Великой Отечественной войны Советского Союза. — М.: Воениздат, 1975.
- Сталин И. В. Стихи. Переписка с матерью и родными. — М.: ФУАинформ, 2005.

Материалы книги «Переписка Председателя Совета Министров СССР с Президентами США и Премьер-Министрами Великобритании во время Великой Отечественной войны (1941—1945 гг.)» на момент публикации американского издания оставались секретными. Впоследствии многократно переиздавалась, начиная с периода Перестройки. В 1959 году в серии «Библиотечка по научному социализму» были переизданы работы Сталина «Об основах ленинизма» и «Марксизм и национальный вопрос». В 1975 годов отдельным изданием в книге «Приказы Верховного Главнокомандующего в период Великой Отечественной войны Советского Союза» были опубликованы приказы Сталина военного времени.

## Статьи
- Программная статья «Российская социал-демократическая партия и её ближайшие задачи» (1901)
- «Марксизм и национальный вопрос» (1913)
- «Что нам нужно?» (1917)
- «Год великого перелома. К XII годовщине Октября» (1929)
- «Головокружение от успехов» (1930)